# 堀田正久
堀田 正久（ほった まさひさ、1915年〈大正4年〉1月4日 - 2003年〈平成15年〉）は、日本の政治家。3代目の千葉県佐倉市長で、4期16年にわたり務める。旧佐倉藩主堀田氏当主。実業家の小佐野賢治は義弟にあたる。位階は正五位。

## 生涯
堀田正恒伯爵の嫡男として東京府東京市本郷区弥生町に於いて生まれる。誠之小学校、東京府立第五中学校、東京高等学校を卒業。東京帝国大学法学部政治学科に入学し、1935年（昭和10年）卒業。海軍中尉（主計）に任官されたが、病のため長期療養となる。1945年（昭和20年）敗戦後、東京から旧領の佐倉市に移り、菩提寺・甚大寺の隣に自宅を建てる。
1959年（昭和34年）10月4日に市長に就任した。市政の発展に貢献。都市基盤整備の振興、文化施設や企業の誘致、土地改良事業の推進、行政の広域化等、市の将来を見据え、均衡のとれた行政運営に尽力した。1975年（昭和50年）10月3日に退任した。市長時代の功績により1989年（平成元年）4月30日、佐倉市名誉市民となる。

## 家族
- 妻 愛子（航空機製作所所長新倉基次(神田司町、現在は新倉計量器)の娘）
- 長男 正典
- 次男 正篤